# Föräldraledighetslagen
Föräldraledighetslagen (1995:584) är en lag i Sverige som i nuvarande form kom 1995. Lagen ger arbetstagare som är föräldrar rätt att vara helt eller delvis lediga från sin anställning fram till dess att barnet har fyllt ett och ett halvt år, oavsett om föräldern får föräldrapenning eller inte.
Enligt lagen har föräldrarna därefter rätt till ledighet i förhållande till hur mycket föräldrapenning föräldern får, fram tills det att barnet fyllt åtta år.
Ledigheten skall sökas två månader innan och skall förläggas till de dagar som arbetstagaren begär.
Arbetsgivare får inte missgynna en arbetssökande eller en arbetstagare av skäl som har samband med föräldraledighet. 